# Kwartet voor viool, klarinet, cello en piano
Kwartet voor viool, klarinet, cello en piano is een compositie van Nicolay Apollyon. Apollyon legde de basis voor het werk terwijl hij nog onderricht kreeg van Olivier Messiaen in Parijs. Alhoewel er enige gelijkenis is met de muziek van Messiaen ging Apollyon toch zijn eigen weg. Het zangerige van Messiaen is bijvoorbeeld geheel afwezig. Apollyon experimenteerde in dit werk voor viool, besklarinet, cello en piano met de twaalftoonstechniek, maar greep toch ook terug op de klassieke muziek van de eeuwen daarvoor met een fuga.
Het werk is geschreven voor een Amerikaans enslamble, maar die vond het werk te modern. Volgens de componist is het werk ooit te horen geweest via de Noorse Radio.
Het kwartet bestaat uit vier delen:
1. Extremes
2. interpolations
3. Centers
4. Automuzation/conclusion